# Jean-Paul Girres
Jean-Paul Girres (Luxemburg, 6 januari 1961) is een voormalig voetballer uit Luxemburg. Hij speelde als middenvelder voor Union Luxembourg, Avenir Beggen en Swift Hesperange. Girres beëindigde zijn loopbaan in 1992.

## Clubcarrière

### Erelijst
- Landskampioen

1984, 1986
- Beker van Luxemburg

1984, 1987

## Interlandcarrière
Girres kwam – inclusief B-interlands – 58 keer (twee doelpunten) uit voor de nationale ploeg van Luxemburg in de periode 1980–1992. Hij maakte zijn debuut op 11 september 1980 in het WK-kwalificatieduel tegen Joegoslavië, dat met 5-0 werd verloren. Zijn 58ste en laatste interland speelde hij op 28 oktober 1992 in het met 2-0 verloren WK-kwalificatieduel tegen Rusland.
| Interlanddoelpunten | Interlanddoelpunten | Interlanddoelpunten | Interlanddoelpunten   | Interlanddoelpunten | Interlanddoelpunten | Interlanddoelpunten |
| #                   | Datum               | Locatie             | Wedstrijd             | Goal(s)             | Uitslag             | Competitie          |
| ------------------- | ------------------- | ------------------- | --------------------- | ------------------- | ------------------- | ------------------- |
| 1                   | 31/10/1992          | Luxemburg           | Luxemburg – Duitsland | 56'                 | 2–3                 | EK-kwalificatie     |
| 2                   | 25/03/1992          | Luxemburg           | Luxemburg – Turkije   | 24'                 | 2–3                 | Oefeninterland      |